# БРДМ-ВПС
БРДМ-ВПС — советский проект бронированной разведывательно-дозорной машины (лёгкого по массе плавающего танка/боевой машины пехоты) на воздушной подушке, разработанный в начале 1960-х годов. Не был реализован в металле.

## История создания
Проект бронированной разведывательно-дозорной машины на воздушной подушке соплового типа (БРДМ-ВПС) был разработан по итогам ОКР в рамках проводившихся во ВНИИ-100 в 1959—1963 годах исследований возможности и целесообразности применения воздушной подушки для сухопутных боевых машин. Конструктивная и компоновочная проработка проекта была осуществлена на основе результатов испытаний ходового макета боевой машины на воздушной подушке соплового типа «Объект 904». Несмотря на относительную успешность последних, проект БРДМ-ВПС никогда не был реализован.

## Описание конструкции
БРДМ-ВПС имела  компоновку с размещением отделения управления и боевого отделения в носовой части корпуса, десантного отделения — в средней части и моторно-трансмиссионного — в кормовой. Экипаж машины состоял из двух человек — механика-водителя и командира, выполнявшего также функции стрелка. Машина могла перевозить 4 человека десанта, погрузка и высадка которого осуществлялась через четыре прямоугольных люка в крыше корпуса.

### Броневой корпус и башня
Сложная дискообразная форма Броневого корпуса, в поперечном разрезе близкая к тупоугольному треугольнику, была обусловлена использованием в машине принципа сопловой воздушной подушки. В то же время такая форма корпуса дополнительно обеспечивала повышенную защищённость от огня противника за счёт рациональных углов наклона броневых листов и хорошие аэродинамические свойства. Передвижение с использованием воздушной подушки, согласно испытаниям «Объекта 760», должно было обеспечивать полную неуязвимость от контактных противотанковых мин и практически полную — от противопехотных.
Башня — полноповоротная, цилиндрическая, небольшого размера, размещавшаяся в носовой части корпуса со смещением вправо. Слева от неё симметрично располагалась башенка механика-водителя, имевшая такой же диаметр основания.

### Вооружение
Вооружение машины состояло из пулемёта, установленного в башне. Десант мог вести огонь из личного оружия через четыре амбразуры, расположенные попарно в бортах десантного отделения.

### Ходовая часть
Ходовая часть состояла из основного гусеничного движителя и вспомогательной воздушной подушки соплового типа, обеспечивавшей частичную разгрузку веса машины. В режиме частичной разгрузки гусеничные ленты сохраняли контакт с поверхностью.
Гусеничный движитель охватывал корпус и, применительно к одному борту, состоял из восьми попарно сблокированных обрезиненных опорных катков малого диаметра, заднего ведущего колеса цевочного зацепления и переднего направляющего колеса, а также трёх поддерживающих катков. Подвеска — торсионная.
Два нагнетателя воздушной подушки, левый и правый, располагались в центральной части корпуса, между боевым и моторно-трансмиссионным отделениями. Два сопла выходили наружу за пределы гусеничного движителя снаружи, располагаясь между верхней и нижней ветвями гусениц.
Движение на плаву должно было осуществляться при помощи двух гребных винтов, расположенных на убиравшихся при движении на суше откидных колонках.